# HD 88836
HD 88836，又名CD-39 6225，SAO 221883、HR 4019，是一颗恒星，视星等为6.35，位于銀經273.13，銀緯13.28，其B1900.0坐标为赤經10h 9m 40.6s，赤緯-39° 13.28′ 52″。